# 司马奇
司马奇（？—？），河内郡温县（今河南省焦作市温县）人，西晋太宰、持节、都督中外诸军事、安平献王司马孚曾孙，义阳成王司马望之孙，黄门郎司马弈之子，晋朝宗室。

## 生平
司马奇的父亲司马弈在司马望之前去世，三叔司马整将义阳王的继承权利让给了司马奇，因此司马奇承袭了义阳王的爵位。司马奇也很喜欢聚集财富，不知道限度，派遣三个部使到交州和广州买卖商货，被有关部门上报，太康九年（288年）五月，晋武帝下诏贬司马奇为三纵亭侯，更改以司马奇二叔河间平王司马洪的儿子章武王司马威为司马望的后嗣。后来司马威被诛杀，又重新册立司马奇为棘阳王做司马望的后嗣。